# Schismatothele benedettii
Schismatothele benedettii là một loài nhện trong họ Theraphosidae.
Loài này thuộc chi Pterinopelma. Schismatothele benedettii được miêu tả năm 2011 bởi Panzera, Perdomo en Pérez-Miles.